# Fino usklajeno Vesolje
Fino usklajeno Vesolje je zamisel, da se lahko pogoji, ki omogočajo življenje v Vesolju, pojavijo le, če vrednosti določenih osnovnih fizikalnih konstant ležijo znotraj zelo ozkega območja, tako da, če bi se ena ali več le malo razlikovala, Vesolje verjetno ne bi moglo ustvariti in razviti snovi, astronomskih struktur, raznolikosti elementov ali življenja, ki ga trenutno razumemo.
Obstoj in obseg koncepta fine usklajenosti v Vesolju je v znanstveni srenji predmet spora. Davies je navedel: »Med fiziki in kozmologi ni širokega soglasja o tem ali je Vesolje v več pogledih 'fino usklajeno' za življenje.« »...zaključek ni toliko v smislu, da je Vesolje fino usklajeno za življenje, ampak za gradnike in okolja, ki jih življenje zahteva.« Navedel je tudi: »antropično razglabljanje ne more razlikovati med minimalnimi biofilijskimi vesolji, kjer je življenje dovoljeno, vendar možno le v skrajnem primeru, in optimalnimi biofilijskimi vesolji, kjer življenje uspeva, ker se biogeneza pojavlja pogosto...« Stenger pravi, da četudi »življenje, ki ga poznamo, ne bi obstajalo, če bi bila katera od fizikalnih konstant vsaj malo različna, ne moremo dokazati ali je kakšna druga oblika življenja mogoča pod različno množico konstant. Vsakdo, ki vztraja pri tem, da je naša oblika življenja edina verjetna, trdi to brez dokazov in teorije.« Znanstveniki, ki se jim zdi dokaz prepričljiv, so predlagali več znanstvenih razlag, na primer antropično načelo skupaj z mnogovesolji. Na to zamisel so postali pozorni tudi filozofi in teologi, kakor tudi kreacionisti in zagovorniki gibanja razumskega načrta.